# Volleybalvereniging SSS 2017-2018
Questa voce raccoglie le informazioni riguardanti il Volleybalvereniging SSS nelle competizioni ufficiali della stagione 2017-2018.

## Organigramma societario
Area direttiva
- Presidente: Gert Dekker

Area tecnica
- Allenatore: Olaf Ratterman

## Rosa
| N° | Nome                | Ruolo | Data di nascita  | Nazionalità sportiva |
| -- | ------------------- | ----- | ---------------- | -------------------- |
| 1  | Bram Langevoort     | S     | 5 aprile 1993    | Paesi Bassi          |
| 2  | Josia Veenvliet     | O     | 12 marzo 2000    | Paesi Bassi          |
| 3  | Nick Beckers        | S     | 30 aprile 1994   | Paesi Bassi          |
| 4  | Niek Bakker         | C     | 7 marzo 1999     | Paesi Bassi          |
| 5  | Freek Michel        | O     | 14 gennaio 1987  | Paesi Bassi          |
| 6  | Delano Merfol       | P     | 19 aprile 2001   | Paesi Bassi          |
| 7  | Jasper Rietman      | L     | 21 gennaio 1996  | Paesi Bassi          |
| 8  | Julius Held         | L     | 29 aprile 1996   | Paesi Bassi          |
| 9  | Michiel van de Beek | P     | 13 gennaio 1994  | Paesi Bassi          |
| 10 | Dwin Brouwer        | C     | 11 gennaio 1991  | Paesi Bassi          |
| 11 | Raygid Isenia       | C     | 26 novembre 1991 | Aruba                |
| 12 | Arjan Roelofs       | S     | 26 novembre 1992 | Paesi Bassi          |
| 13 | Wilco Duits         | C     | 22 marzo 1999    | Paesi Bassi          |
| 14 | Nick Hebing         | S     | 10 giugno 1999   | Paesi Bassi          |